# Rochefort-en-Valdaine
Rochefort-en-Valdaine – miejscowość i gmina we Francji, w regionie Owernia-Rodan-Alpy, w departamencie Drôme.
Według danych na rok 1990 gminę zamieszkiwało 258 osób, a gęstość zaludnienia wynosiła 20 osób/km² (wśród 2880 gmin regionu Rodan-Alpy Rochefort-en-Valdaine plasuje się na 1370. miejscu pod względem liczby ludności, natomiast pod względem powierzchni na miejscu 913.).